# Hetthorn

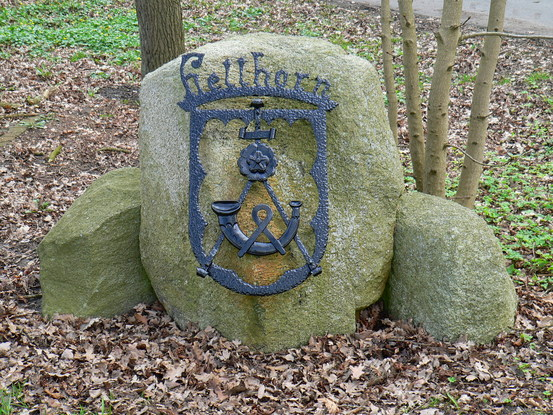
Wappenstein von Hetthorn

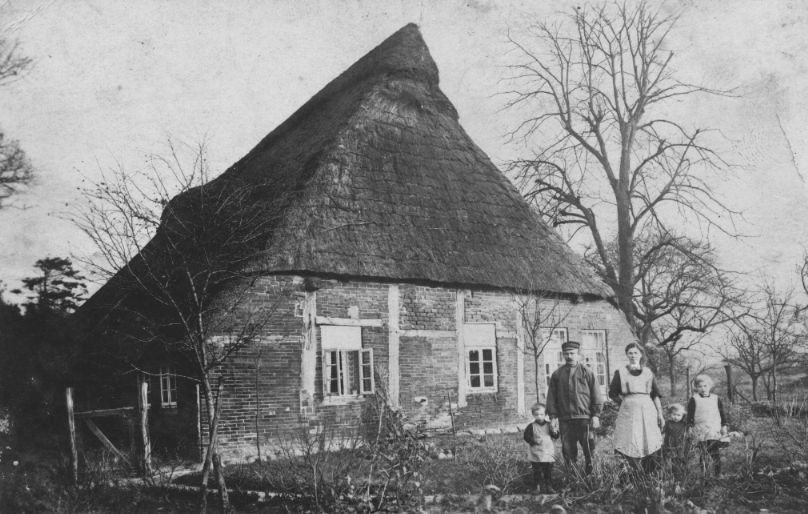
Altes Strohdachhaus um 1920

Hetthorn ist eine Ortschaft in der Einheitsgemeinde Loxstedt im niedersächsischen Landkreis Cuxhaven.

## Geografie
| Nesse  |                                             | Düring                                           |
| Stotel | Kompassrose, die auf Nachbargemeinden zeigt |                                                  |
|        | Hahnenknoop                                 | Wittstedt (Einheitsgemeinde Hagen im Bremischen) |

(Quelle:)

## Geschichte
Hetthorn war ein Vorwerk vom Rittergut Holte. Der Ursprung des Ortsnamens kommt vom Begriff „He het dat Horn“. Das Horn war Utensil der Vieh- und Schweinehirten. Später schrieb man „Hethorn“.
In alten Schriften wurde „Hethorn“ zum ersten Mal 1382 benannt. Die damalige Besitzer waren die Knappen Eimer von Würden und Allrich Vyghe. Sie verkauften das Rittergut an Carsten von Düring (der Jüngere). Der Besitz wurde 1500 von Johann von Behr gekauft, der später im Garten der Gutsstelle in einer Steingrotte beigesetzt wurde. Das Erbe ging weiter an Jost von Behr, Jacob von Behr und Barthold von Behr. Barthold von Behr verkaufte an Johann von Hattorf, der weiter vererbte an Philipp von Hattorf. Philipp von Hattorf wurde 1730 in die Ritterschaft aufgenommen. Das Rittergut wurde 1764 durch von dem Knesebeck, 1836 von Freiherr von Hodenhagen und 1839 von dem Bürgerlichen Allrich Becken gekauft. 1890 gründete Allrich Becken und sein Sohn eine Torfstreu-Fabrik in der Gemarkung Stotel, die 1913 an Gerhard Ahrends weiterverkauft wurde. Allrich Becken übergab das Rittergut an seinen Sohn, der dann 1905 das Gut unter seinen drei Söhnen aufteilte. Es wurden zwei Rentenhöfe gegründet. Einer dieser Höfe wird heute noch erfolgreich geführt. Das Torfwerk Ahrends wurde 1924 eine Moorsiedlung, die 1964 verkauft wurde. Zwei der Rittergut-Höfe (Hetthorn Nummer 1 und 16) gingen 1932 in die Zwangsversteigerung und wurden von der Spar- und Darlehnskasse Stotel übernommen. Der Hof Hetthorn-Nummer 16 wurde 1933 verkauft. Dieser Hof wurde bis 1999 vom neuen Besitzer bewirtschaftet. Dann wurde das Land verpachtet. Von dem zweiten Hof des ehemaligen Ritterguts wurde 1937 Hetthorn-Nummer 1 zwei Siedlungsstellen gegründet unter Hetthorn-Nummer 1 und der Nummer 22. Der landwirtschaftliche Betrieb Nummer 22 wurde 1974 aufgegeben. Das Land wurde verpachtet. In Eigenleistung wurde für den in Aussicht gestellten Schulbus 1967 ein Buswendeplatz gebaut.
Eine Erweiterung der Ortschaft Hetthorn ist nicht möglich. Die Einheitsgemeinde Loxstedt hat Hetthorn als Außenbereich ausgewiesen, das heißt seit 1974 darf in Hetthorn nicht mehr privat gebaut werden. Ausnahme bilden die landwirtschaftlichen Betriebe. Sie haben das Recht, unter anderem Wirtschaftsgebäude, Landarbeiterhäuser und Fremdenzimmer zu bauen. 1988 bekam Hetthorn neue Straßennamen und Hausnummern. Der landwirtschaftliche Betrieb Nummer 1 wurde 1999 aufgegeben. Das Land wurde zum Teil verpachtet.

### Flüchtlinge
1950 waren in Hetthorn 47 Flüchtlinge und Ausgebombte auf den Höfen und Häusern der Einheimischen einquartiert. Sie lebten, wie zum Teil auch die Hausbesitzer, in sehr beengten Verhältnissen. Eigens für diesen Zweck baute die Gemeinde Hetthorn 1945 zwei Behelfsheime. In den 50er Jahren gelang es den Vertriebenen, eigene Wohnstätten zu schaffen.

### Eingemeindungen
Hetthorn war bis 1968 eine selbständige Gemeinde. Es konnte kein Bürgermeister mehr gefunden werden und Hetthorn wurde der Gemeinde Stotel zugeordnet.
Im Zuge der Gebietsreform in Niedersachsen, die am 1. März 1974 stattfand, wurde Hetthorn eine Ortschaft in der Einheitsgemeinde Loxstedt mit eigenem Ortsvorsteher.

### Wohngebäude
| Jahr | Anzahl | Quelle |
| ---- | ------ | ------ |
| 1821 | 10     |        |
| 1824 | 008 ¹  | [ 6 ]  |
| 1848 | 10     | [ 7 ]  |
| 1895 | 12     |        |
| 1925 | 19     |        |
| 1950 | 19     | [ 1 ]  |
| 1961 | 19     |        |
| 1966 | 26     |        |
| 1988 | 28     |        |
| 1997 | 29     |        |
| 2005 | 29     |        |

¹ Anzahl der Feuerstellen

### Einwohnerentwicklung
| Jahr | Einwohner | Quelle |
| ---- | --------- | ------ |
| 1821 | 40        |        |
| 1848 | 57        | [ 7 ]  |
| 1871 | 66        |        |
| 1905 | 61        |        |
| 1910 | 63        | [ 8 ]  |
| 1925 | 1120      | [ 9 ]  |
| 1933 | 1210      | [ 9 ]  |
| 1939 | 1080      | [ 9 ]  |
| 1950 | 179 ¹     | [ 10 ] |

| Jahr | Einwohner | Quelle |
| ---- | --------- | ------ |
| 1956 | 1130      | [ 10 ] |
| 1961 | 102 ²     |        |
| 1965 | 1130      |        |
| 1981 | 1220      |        |
| 1998 | 83        |        |
| 2004 | 081 ³     |        |
| 2010 | 94        | [ 11 ] |
| 2015 | 86        | [ 12 ] |
| 2019 | 85        | [ 2 ]  |

¹ davon 47 Vertriebene

² davon 47 weiblich

³ laut Versionsgeschichte des Ortes
|  |

## Politik

### Gemeinderat und Bürgermeister
Auf kommunaler Ebene wird die Ortschaft Hetthorn vom Loxstedter Gemeinderat vertreten.

### Ortsvorsteher
Der Ortsvorsteher von Hetthorn ist Karl Becken (Gruppe CDU/Bürgerfraktion). Die Amtszeit läuft von 2021 bis 2026.

### Wappen
Der Entwurf des Kommunalwappens von Hetthorn stammt von dem Heraldiker und Wappenmaler Albert de Badrihaye, der zahlreiche Wappen im Landkreis Cuxhaven erschaffen hat. Das Wappen wurde im Jahre 1966 vom Regierungspräsidenten in Stade genehmigt.
| Wappen von Hetthorn | Blasonierung: „In Rot ein silbernes Hifthorn mit goldenen Beschlägen und goldenem Gehänge, überhöht von einer silbernen fünfblätterigen Doppelrose.“                                                   |
| Wappen von Hetthorn | Wappenbegründung: Das Hifthorn ist eine Anspielung auf den Ortsnamen. Die Doppelrose ist dem Wappensiegel des Geschlechts „von Würden“ entlehnt, das im 14. Jahrhundert Besitzungen in Hetthorn hatte. |

## Wirtschaft

### Bewirtschaftung
Die Vollerwerbsbetriebe betreiben moderne Milchwirtschaft. Der Nebenerwerbsbetrieb wirtschaftet mit extensiver Fleisch-Rinder-Haltung. Einer der Vollerwerbsbetriebe praktiziert neben der Milchwirtschaft noch Schweinemast und einen landwirtschaftlichen Lohnbetrieb. Es gibt in Hetthorn sieben Pferdehalter, davon sind fünf auch Züchter.
Die Landschaftsstruktur besteht aus Sandboden, Grünland mit Niedermoor-Untergrund und einen Anteil Hochmoor, der aber auch zum Teil als Grünland extensiv bewirtschaftet wird.
Die Geest als Ackerland wird größtenteils durch Futtermais-Anbau bewirtschaftet, ein kleinerer Anteil dagegen mit Getreideanbau. Hackfrucht gibt es seit 1978 nicht mehr.
Das Grünland wird durch mehrfache Silomahd mit einem sehr geringen Anteil an Heugewinnung bewirtschaftet.
Von der 395 ha großen Gesamtfläche von Hetthorn sind 276 ha landwirtschaftlich nutzbar und 119 ha Ödmoor und sonstige Flächen. Die Landschaft wird geprägt durch intensive Landwirtschaft, wobei es sich um zwei Vollerwerbsbetriebe und einen Nebenerwerbsbetrieb handelt.
1955 waren es noch 12 Vollerwerbsbetriebe und 8 Nebenerwerbsbetriebe. Die nutzbaren Flächen werden aber größtenteils weiter bewirtschaftet. 2012 sind es 2 Vollerwerbsbetriebe und 1 Nebenerwerbsbetrieb.

### Entwässerung
Die Flüsse Lune und Gackau bilden teilweise die Gemarkungsgrenze zu Nesse, Düring und Wittstedt und dienen Hetthorn zur Flächenentwässerung.
Verantwortlich für den Unterhalt der Lune und der Gackau (Gewässer II. Ordnung) ist der Unterhaltungsverband Nr. 80 Lune. Für den Unterhalt der Gräben III. Ordnung, Abzuggräben und Vorfluter, ist der Wasser und Bodenverband Untere Lune verantwortlich. Jedem Grundstückseigentümer muss die Möglichkeit eingeräumt werden, sein eigenes Grabensystem an einen Graben III. Ordnung anschließen zu können.
Der Deichverband Osterstader Marsch ist zuständig für die Deichsicherung und die Entsorgung des angetriebenen Treibsels.

### Moorgebiete
Das Moor besteht aus Birken-Bruchwald mit einem Anteil Grünland. Das Grünland wird nur teilweise extensiv bewirtschaftet.
1984 und 1993 kaufte die Landesjägerschaft Niedersachsen eine Birken-Bruchwald-Fläche mit einer Größe von ca. 15 ha als Biotopschutzfläche.
Faulschlamm-Deponie

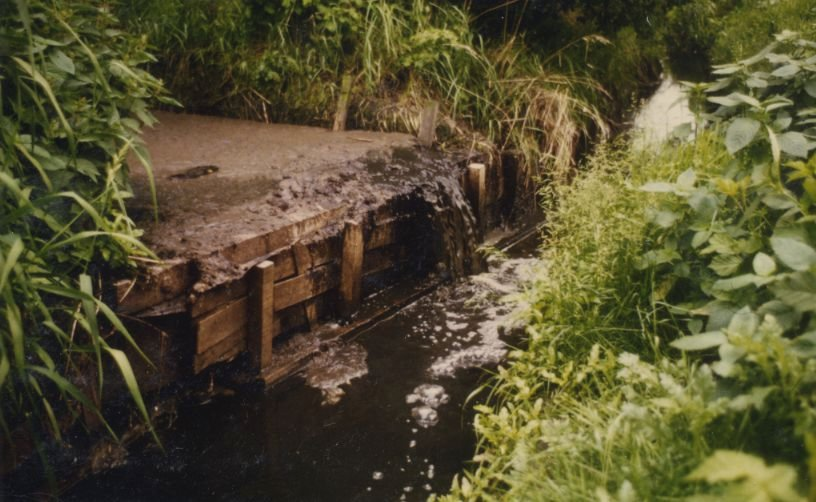
Faulschlamm läuft in den Moorkanal

Der Abwässer-Zweck-Verband der Gemeinde Loxstedt kaufte 1969 ein Ödmoor-Grundstück mit einer Größe von ca. 3 ha zum Ausbau als Faulschlamm-Teich zur Resteentsorgung der Kläranlage Nesse. Es wurden durch Verwallung sechs Kammern mit einer Dammhöhe von ca. 3 m in diese Fläche eingebaut. Die Fangkammern bekamen ein Überlaufsystem (Mönch), um das geklärte Wasser über den Hahnenknoop-Hetthorner Moorkanal, einem Gewässer II. Ordnung, in die Lune abzuleiten. Der Faulschlamm wurde mittels zweier Pumpstationen befördert.
Die Dämme versackten und brachen, es kam zum Grundbruch im Moor-Untergrund und die graue Brühe schwamm über den Hahnenknoop-Hetthorner-Moorkanal ungereinigt in die Lune.
1984 mussten die Faulschlamm-Teiche aufgegeben werden. Biologen hatten gemessen, dass im Moorkanal 60 Milligramm Ammonium pro Liter Wasser transportiert wurde, das 120fache des zulässigen Grenzwertes.
Die Natur hat sich die Fläche zurückgeholt. Als unsichtbare Altlast ist das Sickerwasser anzusehen, das laufend kontrolliert werden muss. Als sichtbare Altlast ist der verfallene sechsdrähtige Stacheldrahtzaun anzusehen sowie verfallene alte Warnschilder und Mönche.